# Parafia Matki Bożej Częstochowskiej w Białopolu
Parafia Matki Bożej Częstochowskiej w Białopolu – parafia należąca do dekanatu Hrubieszów-Północ diecezji zamojsko-lubaczowskiej. 
Parafia została utworzona w 1989. Mieści się przy ulicy Chełmskiej. Prowadzą ją księża diecezjalni.
Od 1991 do śmierci proboszczem parafii był ks. Henryk Borzęcki, który zmarł w wyniku zarażenia się wirusem COVID-19. Od 1 lipca 2020 proboszczem parafii jest ks. Marian Wyrwa.
Do parafii należą wierni z następujących miejscowości: Białopole, Horeszkowice, Kicin, Maziarnia, Strzelce, Strzelce-Kolonia, Teremiec, Teresin, Zabudnowo.